# Oberstapotheker (Bundeswehr)
Oberstapotheker (dobesedno nemško Nadštabni apotekar; okrajšava: OberstAp; kratica: OTAP) je specialistični častniški čin za sanitetne častnike farmacevtske izobrazbe v Heeru in Luftwaffe Bundeswehra. Sanitetni častniki medicine oz. dentalne medicine nosijo čin Oberstarzta (Heer/Luftwaffe) oz. Flottenarzta (Bundesmarine) in veterinarji nosijo čin Oberstveterinärja (Heer); čin je enakovreden činu polkovnika (Heer in Luftwaffe) in činu kapitana (Marine).
Nadrejen je činu Oberfeldapothekerja in podrejen činu Generalapothekerja. V sklopu Natovega STANAG 2116 spada v razred OF-5, medtem ko v zveznem plačilnem sistemu sodi v razred A16-B3.

## Oznaka čina
Oznaka čina je enaka oznaki čina polkovnika, pri čemer ima na vrh oznake dodano še oznako specializacije: kača nad izparilnico.
Oznaka čina sanitetnega častnika Luftwaffe ima na dnu oznake še stiliziran par kril.